# Aaron Beck
Aaron Temkin Beck (Providence, 17 de juliol de 1921 – Filadèlfia, 1 de novembre de 2021) fou un psiquiatre i docent estatunidenc, professor emèrit del departament de psiquiatria de la Universitat de Pennsilvània. Se'l considera el pare de la teràpia cognitiva i les seves teories pioneres són utilitzades en el tractament de la depressió clínica.

## Infància
Beck va néixer a la ciutat de Providence, a l'estat de Rhode Island, el 17 de juliol de 1921, sent el més petit dels seus tres germans. Els pares de Beck eren immigrants jueus. El naixement de Beck es va veure seguit per la mort de la seva germana com a conseqüència d'una epidèmia de grip. Després de la mort de la seva germana, la mare de Beck es va sumir en una profunda depressió; aquesta depressió va desaparèixer amb el naixement de Beck. Beck considera que va ser aquí on es va arrelar la seva necessitat de control. Beck se sentia estúpid i incompetent després de patir una malaltia greu causada per una infecció en un braç trencat. No obstant això, Beck va aprendre com afrontar cognitivament les seves pors i problemes, això va ser el que va inspirar en anys posteriors la seva teoria i les seves teràpies.

## Formació
Beck va anar a la Universitat de Brown on va graduar-se cum laude el 1942. En aquesta universitat va ser triat membre de la Societat Phi Beta Kappa (la societat de graduats més prestigiosa per a graduacions de més de quatre anys), va ser editor associat del diari Brown Daily Herald, i va rebre el Francis Wayland Scholarship, el Premi d'Excel·lència en Oratòria de William Gaston i el Premi d'Assaig de Philo Sherman Bennett.
Beck ingressà a l'Escola de Medicina de Yale i es va graduar el 1946 en psicoanàlisi.
A principis dels anys 1960 quan era psiquiatre a la Universitat de Pennsilvània, va desenvolupar la teràpia cognitiva. A causa del seu instint científic i investigador, va intentar posar a prova algunes hipòtesis sobre els conceptes psicoanalítics implicats en la depressió, dissenyant i portant a terme diferents experiments. Tot i que esperava validar gran part dels preceptes fonamentals del psicoanàlisi, es va sorprendre en trobar just el contrari.
Aquestes investigacions van portar a començar a buscar altres formes de conceptualitzar i explicar la depressió. Treballant amb pacients depressius, es va adonar que aquests pacients es caracteritzaven per experimentar pensaments negatius que envaïen les seves ments d'una forma espontània. Denominar a aquestes cognicionspensaments negatius, i va descobrir que pel seu contingut es podien classificar en tres categories: les que feien referència a si mateixos, les que feien referència al món i finalment les referides al futur. Va començar a ajudar els seus pacients a identificar i avaluar aquests pensaments i va trobar que fent això, els pacients eren capaços d'avaluar de forma més realista, el que conduïa a què se sentissin millor i es comportessin d'una manera més funcional.
Des d'aleshores, el Dr Beck i els seus col·laboradors disseminats per tot el món, han investigat l'eficàcia d'aquesta forma de la teràpia cognitiva per tractar un ampli ventall de trastorns, incloent la depressió, ansietat, trastorns de personalitat. Actualment se segueix investigant amb una gran quantitat de trastorns, com l'esquizofrènia o el dolor crònic des d'una perspectiva cognitiva.
A través d'una acurada investigació i innovadors mètodes terapèutics, va ser pioner en una teràpia que ha estat extensament provada en més de 400 assaigs clínics i ha demostrat ser eficaç per a una àmplia varietat de trastorns com la depressió, ansietat, pànic, abús de substàncies i trastorns de la personalitat. Una sèrie d'investigacions s'estan realitzant actualment per avaluar la seva eficàcia com a tractament primari o coadjuvant per l'esquizofrènia, el trastorn bipolar, la depressió d'hospitalització, el dolor crònic, estrès posttraumàtic, trastorn obsessivocompulsiu i problemes de relació, entre d'altres. La teràpia cognitiva (TC), així com teràpia cognitivoconductual (TCC) s'han adaptat per a diverses poblacions de nens en edat preescolar fins de gent gran, i es fa servir en individus, parelles, família, i formats de grup.
Segons l'Associació Americana de Psicologia, és un dels cinc psicoterapeutes més influents de tots els temps. És l'únic psiquiatre que ha publicat articles tant en l'Associació Americana de Psiquiatria com l'Associació Americana de Psicologia (Ambdues anomenades també "APA", la qual cosa pot confondre en usar les sigles). De fet, ha rebut premis i honors d'associacions mèdiques, psiquiàtriques i psicològiques.
El 2006 va rebre el Premi d'Investigació Clínica de Lasker.

## Família
Beck estava casat i tenia quatre fills, Roy, Judy, Dan i Alice, i també vuit nets. La seva filla, la Dra. Judith Beck, és psicòloga, s'ha especialitzat en teràpia cognitiva, i és un dels seus principals successors dins del camp d'estudi obert per ell.

## Obres seleccionades

### Llibres
- 1967: The diagnosis and management of depression. Filadèlfia: University of Pennsylvania Press. ISBN 978-0-8122-7674-9
- 1972: Depression: Causes and treatment. Filadèlfia: University of Pennsylvania Press. ISBN 978-0-8122-7652-7
- 1975: Cognitive therapy and the emotional disorders. Madison: International Universities Press, Inc. ISBN 978-0-8236-0990-1
- 1979: Cognitive therapy of depression. Nova York: Guilford Press. ISBN 978-0-89862-000-9 (amb Rush, A.J., Shaw, B.F., i Emery, G.)
- 1989: Love is never enough: How couples can overcome misunderstandings, resolve conflicts, and solve relationship problems through cognitive therapy. Nova York: Harper Paperbacks. ISBN 978-0-06-091604-6
- 1989: Cognitive therapy in clinical practice: An illustrative casebook. Nova York i Londres: Routledge. ISBN 978-0-415-00518-0 (amb Scott, J. i Williams, J.M.)
- 1993: Cognitive therapy of substance abuse. Nova York: Guilford Press. ISBN 978-1-57230-659-2 (amb Wright, F.D., Newman, C.F., i Liese, B.S.)
- 1998: The integrative power of cognitive therapy. Nova York: Guilford Press. ISBN 978-1-57230-396-6 (amb Alford, B.A.)
- 1999: Prisoners of hate: The cognitive basis of anger, hostility, and violence. Nova York, NY: HarperCollins Publishers. ISBN 978-0-06-019377-5
- 1999: Scientific foundations of cognitive theory and therapy of depression. New York, NY: Wiley. ISBN 978-0-471-18970-1 (amb Clark, D.A.)
- 2002: Bipolar disorder: A cognitive therapy approach. Washington DC: American Psychological Association. ISBN 978-1-55798-789-1 (Newman, C., Leahy, R. L., Reilly-Harringon, N. A., i Gyulai, L.)
- 2003: Cognitive therapy of personality disorders. Nova York: Guilford Press. ISBN 978-1-57230-856-5 (amb Freeman, A., i Davis, D.D.)
- 2003: Cognitive therapy with inpatients: Developing a cognitive milieu. Nova York: Guilford Press. ISBN 978-0-89862-890-6 (amb Wright, J.H., Thase, M.E., i Ludgate, J.W.)
- 2003: Cognitive therapy with chronic pain patients. Nova York: Springer Publishing Company. ISBN 978-0-8261-4595-6 (amb Winterowd, C., i Gruener, D.)
- 2005: Anxiety disorders and phobias: A cognitive perspective. Nova York: Basic Books. ISBN 978-0-465-00587-1 (amb Emery, G., i Greenberg, R.L.)
- 2008: Schizophrenia: Cognitive theory, research, and therapy. Nova York: Guilford Press. ISBN 978-1-60623-018-3 (amb Rector, N.A., Stolar, N., i Grant, P.)
- 2008: Cognitive therapy for suicidal patients: Scientific and clinical applications. Washington DC: APA Books. ISBN 978-1-4338-0407-6 (amb Wenzel, A., i Brown, G. K.)
- 2009: Depression: Causes and Treatments, Filadèlfia: University of Pennsylvania Press. 2a edició ISBN 978-0-8122-1964-7 (amb Alford, B. A.)
- 2010: Cognitive therapy of anxiety disorders: Science and practice. Nova York: Guilford Press. ISBN 978-1-60623-434-1 (amb Clark, D.A.)
- 2011: Cognitive therapy for adolescents in school settings. Nova York: Guildford Press. ISBN 978-1-60918-133-8 (amb Creed, T.A., i Reisweber, J.)
- 2012: The anxiety and worry workbook: The cognitive behavioral solution. Nova York: Guilford Press. ISBN 978-1-60623-918-6 (amb Clark, D. A.)
- 2012: Group cognitive therapy of addictions. Nova York: Guildord Press. ISBN 978-1-4625-0566-1 (amb Wenzel, A., Liese, B.S., i Friedman-Wheeler, D.)

### Articles
- 2014: «Advances in Cognitive Theory and Therapy: The Generic Cognitive Model». Annual Review of Clinical Psychology, 10, 1–24. doi:10.1146/annurev-clinpsy-032813-153734 (amb Haigh, E. A.-P.)
- 2016: «A Unified Model of Depression Integrating Clinical, Cognitive, Biological, and Evolutionary Perspectives». Clinical Psychological Science, 4(4), 596–619. doi:10.1177/2167702616628523 (amb Bredemeier, K.)
- 2019: «A 60-Year Evolution of Cognitive Theory and Therapy». Perspectives on Psychological Science, 14(1), 16-20. doi:10.1177/1745691618804187